# Universität Pavia
Die Universität Pavia (italienisch Università degli studi di Pavia; lateinisch Alma Ticinensis Universitas) gehört zu den ältesten Universitäten Italiens und ganz Europas.

## Geschichte

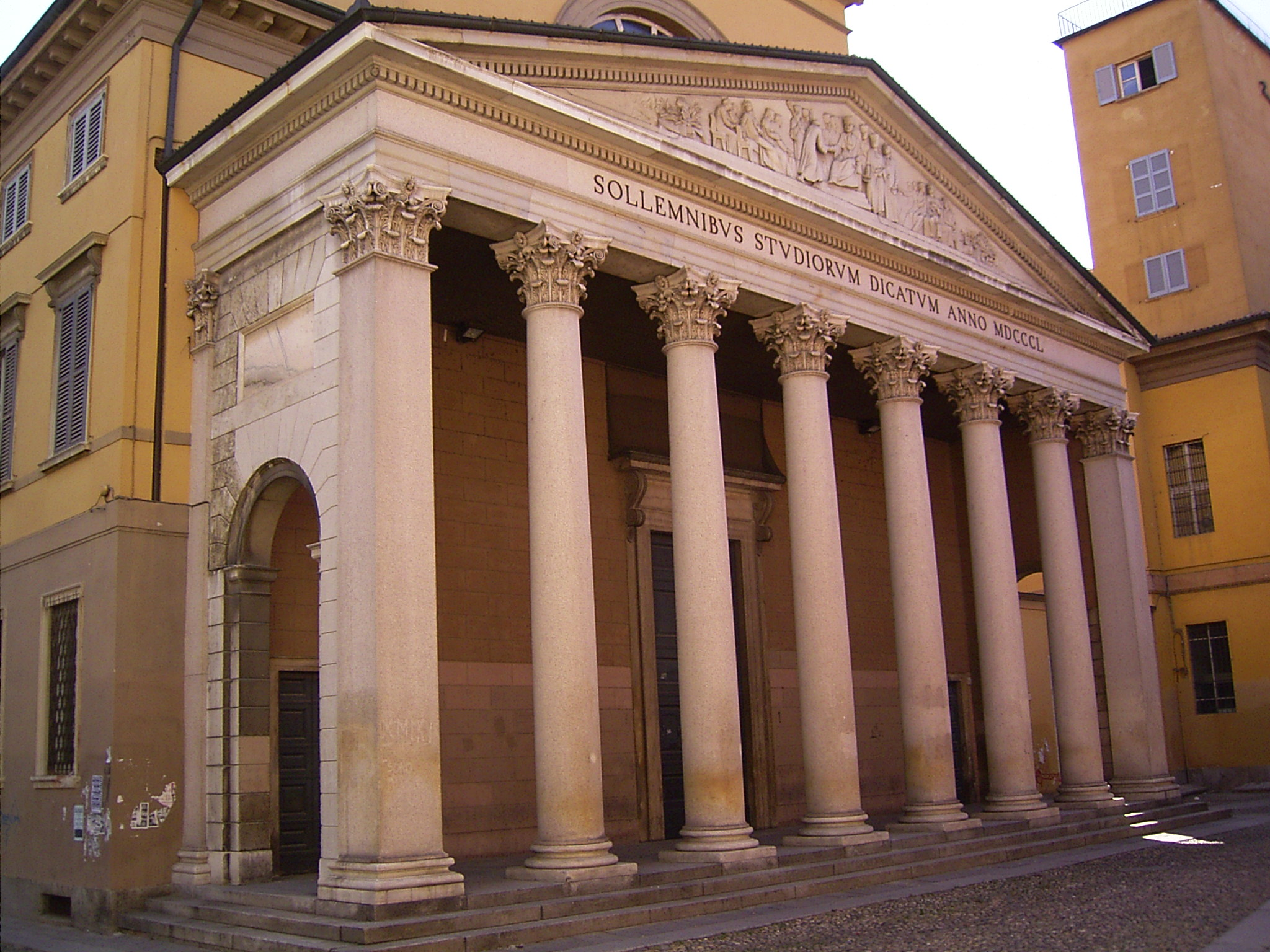
Große Aula der Universität Pavia

Bereits seit 825 war Pavia Sitz einer berühmten Rhetorikschule, die von Kaiser Lothar eröffnet worden war. Während des gesamten Mittelalters blieb sie ein wichtiges Bildungszentrum. Im 11. Jahrhundert ist auch ein rechtswissenschaftlicher Zweig belegt.
1361 schließlich wurde durch Kaiser Karl IV. die Gründung eines Studium generale veranlasst, dem Papst Bonifaz IX. dieselben Rechte wie der Universität Bologna und der Sorbonne in Paris einräumte. Mit kaiserlichem Dekret wurde das Studium generale 1485 förmlich zur Universität erhoben.
Der Ruf der Universität von Pavia wuchs im 15. Jahrhundert; aber nach den schweren Schäden, die die Stadt infolge der Belagerung von 1525 erlitt, und aufgrund der reaktionären spanischen Vorherrschaft verlor sie wieder an wissenschaftlicher Bedeutung. Erst in der zweiten Hälfte des 18. Jahrhunderts begann sie sich dank der Unterstützung der nunmehr herrschenden österreichischen Regenten Maria Theresia und Joseph II. zu erholen.
In den 1960er Jahren wurden den traditionellen Fakultäten wirtschaftswissenschaftliche und technische Studiengänge hinzugefügt.

Die Universität gehört der Coimbra-Gruppe an.

## Dipartimenti – Fachbereiche

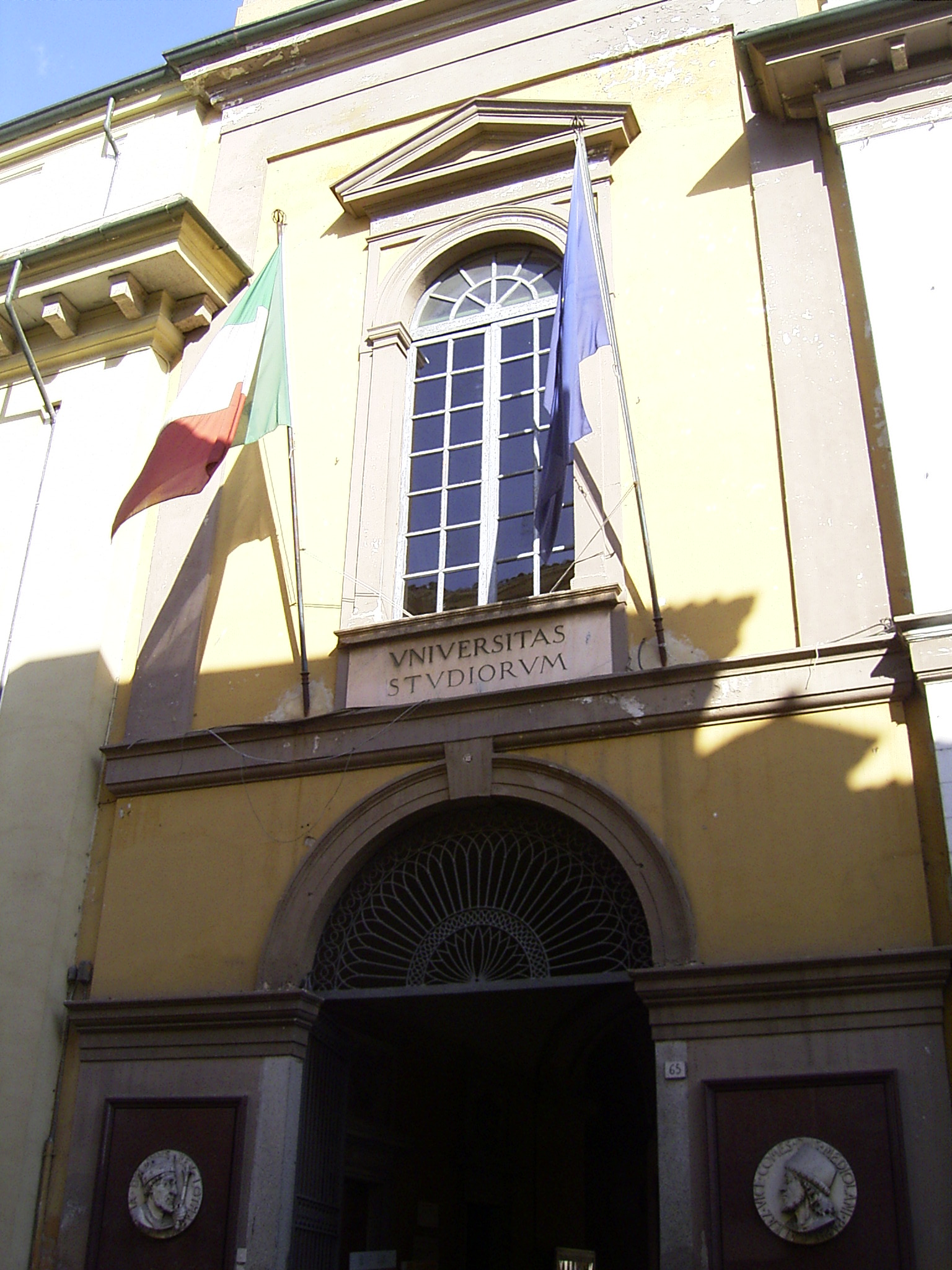
Haupteingang der Universität Pavia

Seit dem 1. Januar 2012 ist die Universität Pavia infolge der Gelmini-Reform in die folgenden achtzehn Fachbereiche unterteilt:
- Biologia e biotecnologie – Biologie und Biotechnologie
- Chimica – Chemie
- Fisica – Physik
- Giurisprudenza – Rechtswissenschaften
- Ingegneria civile e architettura – Bauingenieurwesen und Architektur
- Ingegneria industriale e dell'informazione – Industrie- und Informationstechnik
- Matematica – Mathematik
- Medicina interna e terapia medica – Innere Medizin und medizinische Therapie
- Medicina molecolare – Molekulare Medizin
- Musicologia e beni culturali – Musikwissenschaft und kulturelles Erbe
- Sanità pubblica, medicina sperimentale e forense – Öffentliche Gesundheit, experimentelle und gerichtliche Medizin
- Scienze clinico chirurgiche, diagnostiche e pediatriche – Klinische, chirurgische, diagnostische und pädiatrische Wissenschaften
- Scienze economiche e aziendali – Wirtschaft und Business
- Scienze del farmaco – Pharmazie
- Scienze politiche e sociali – Politik- und Sozialwissenschaften
- Scienze del sistema nervoso e del comportamento – Nerven- und Verhaltenswissenschaften
- Scienze della Terra e dell’ambiente – Erd- und Umweltwissenschaften
- Studi umanistici – Geisteswissenschaften

Darüber hinaus wurden 2013 zwei weitere Fachbereiche hinzugefügt:
- Ingegneria – Ingenieurwissenschaften
- Medicina e chirurgia – Medizin und Chirurgie

## Bekannte Studenten und Dozenten
- Thüring Fricker (ca. 1429–1519), Schweizer Politiker
- Gabriel von Eyb (1455–1535), Fürstbischof von Eichstätt
- Agrippa von Nettesheim (1486–1535), Universalgelehrter
- Andrea Alciati (1492–1550), Jurist und Humanist
- Giovanni Mollio (um 1500–1553), Theologe, Reformator und evangelischer Märtyrer
- Gerolamo Cardano (1501–1576), Arzt und Mathematiker
- Celio Secondo Curione (1503–1569), Humanist und Rhetoriker
- Alessandro Volta (1745–1827), Physiker
- Antonio Scarpa (1752–1832), Anatom
- Ferdinand Arrivabene (1770–1834), Jurist und Schriftsteller
- Agostino Bassi (1773–1856), Biologe
- Heinrich Krauer (1755–1827), Schweizer Arzt und Staatsmann
- Ugo Foscolo (1778–1827), Dichter
- Luigi Porta (1800–1875), Chirurg, Mäzen der Universität und Stifter des Museo Porta
- Angelo Somazzi (1803–1892), Schweizer Politiker und Journalist
- Ernesto Bruni (1815–1898), Schweizer Jurist und Politiker
- Giuseppe Fratecolla (1818–1873), Schweizer Jurist, Offizier und Politiker
- Prospero Albrici (1822–1883), Schweizer Jurist, Weinhändler und Politiker
- Joseph Müller (1825–1895), österreichischer Philologe und Historiker, Professor der Deutschen Sprache und Literatur
- Eugenio Beltrami (1835–1900), Mathematiker
- Felice Casorati (1835–1890), Mathematiker
- Camillo Golgi (1843–1926), Arzt und Nobelpreisträger
- Giovanni Battista Grassi (1854–1925), Anatom, Zoologe und Parasitologe
- Demetrio Camuzzi (1858–1899), Architekt und Politiker
- Adelchi Negri (1876–1912),  Pathologe, Entdecker der Negri-Körperchen
- Antonio Bossi (1829–1893), Schweizer Jurist und Politiker
- Enrica Malcovati (1894–1990), Klassische Philologin
- Pio Ortelli (1910–1963), Schweizer Pädagoge und Schriftsteller
- José Antonio Dammert Bellido (1917–2008), Rechtswissenschaftler, Bischof der peruanischen Diözese Cajamarca
- Carlo Rubbia (* 1934), Physiker und Nobelpreisträger
- Jürgen Basedow (1949–2023), Jurist
- Edoardo Bellotti (1957–2025), Musiker, Organist
- Michele Calella (* 1967), italienischer Musikwissenschaftler